# Huércanos
Huércanos ist ein Ort und eine nordspanische Gemeinde (municipio) mit 840 Einwohnern (Stand: 2024) im Zentrum der Autonomen Gemeinschaft La Rioja. Die Gemeinde gehört zum Weinbaugebiet der Rioja Alta.

## Lage und Klima
Huércanos liegt etwa 23 Kilometer westlich von Logroño in ca. 510 m Höhe. Am südlichen Gemeinderand verläuft die Autovía A-12. Regen (ca. 733 mm/Jahr) fällt – mit Ausnahme der Sommermonate – übers Jahr verteilt.

## Bevölkerungsentwicklung
| Jahr      | 1970 | 1981 | 1991 | 2001 | 2011 | 2021 |
| Einwohner | 1103 | 1010 | 935  | 909  | 892  | 866  |

Als Folge der Reblauskrise, der Mechanisierung der Landwirtschaft, der Aufgabe bäuerlicher Kleinbetriebe und des daraus resultierenden geringeren Arbeitskräftebedarfs ist die Einwohnerzahl des Orts seit der Mitte des 20. Jahrhunderts stetig gesunken.

## Sehenswürdigkeiten

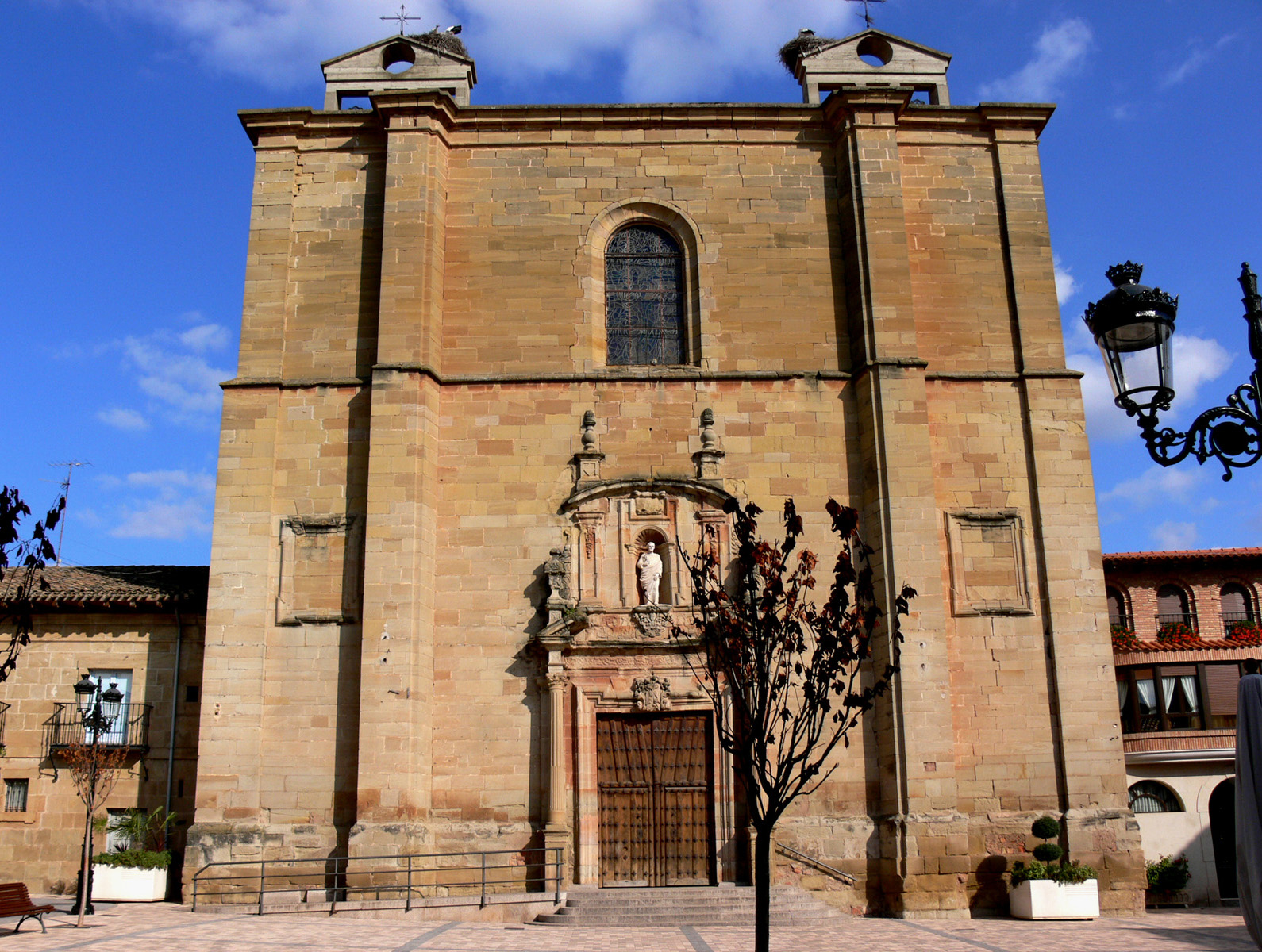
Peterskirche
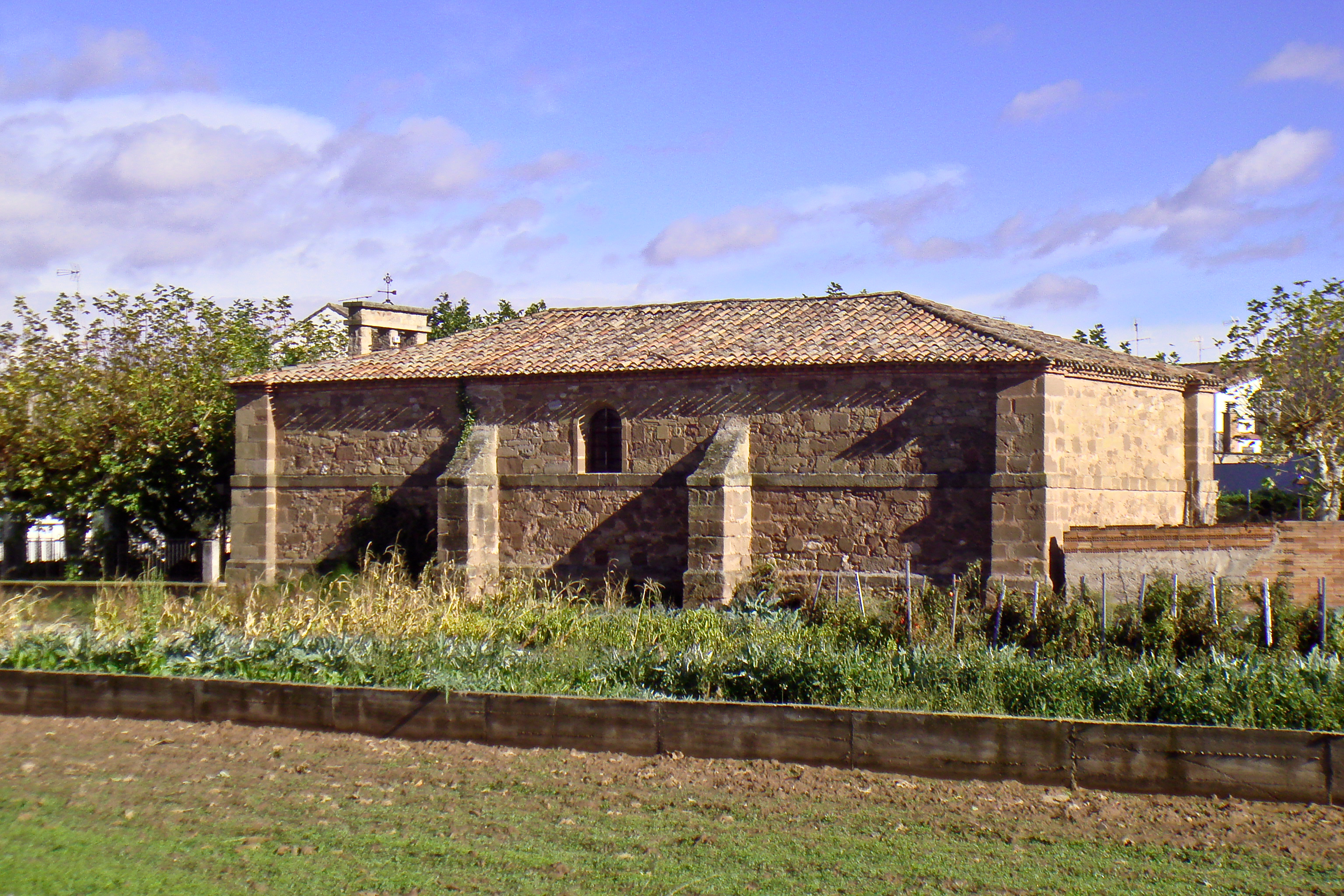
Pantaleonskapelle

- Peterskirche
- Pantaleonskapelle

## Persönlichkeiten
- Tudimiro (Lebensdaten im 10. Jahrhundert), Bischof von Nájera-Calahorra
- Celso Morga Iruzubieta (* 1948), Erzbischof von Mérida-Badajoz

## Gemeindepartnerschaft
Mit der französischen Gemeinde Bernos-Beaulac im Département Gironde (Neuaquitanien) besteht seit 1992 eine Partnerschaft. 